# Joseph Antic
Joseph Anthony Antic (ur. 13 marca 1931 w Secunderabadzie, zm. 12 lipca 2016 w Mumbaju) – indyjski hokeista na trawie. Srebrny medalista olimpijski z Rzymu.
Zawody w 1960 były jego jedynymi igrzyskami olimpijskimi. W turnieju rozegrał 2 spotkania.
Zdobył srebrny medal na igrzyskach azjatyckich w 1962 w Dżakarcie.